# Everyone's in Everyone
Everyone's in Everyone é o segundo álbum de estúdio do cantor e compositor americano Patrick Park. Uma das músicas desse álbum, "Life Is a Song" ganhou notoriedade depois de tocar na série The O.C..

## Faixas
1. "Life Is a Song" – 3:51
2. "Time for Moving On" – 3:45
3. "Here We Are" – 3:10
4. "Stay with Me Tomorrow" – 3:37
5. "Arrive Like a Whisper" - 4:11
6. "Nothong's Lost" - 4:30
7. "Pawn Song" - 3:40
8. "Saint with a Fever" - 3:08
9. "One Body Breaks" - 3:44
10. "There's a Darkness" - 3:22
11. "Everyone's in Everyone" - 3:38